# Застройки на территории железнодорожного вокзала города Арыс
Застройки на территории железнодорожного вокзала (каз. Теміржол вокзалы аумағындағы құрылыстар) — архитектурный ансамбль построек в городе Арыс Туркестанской области Казахстана. Входит в список памятников истории и культуры местного значения Туркестанской области, так как представляет собой пример целостной и гармоничной композиции городской застройки начала XX века.
Возник как железнодорожный посёлок станции Арысь в 1901—1904 годах, представляя собой пример градостроительной культуры времён развития железных дорог на территории Казахстана. Здания возводились по типовым проектам, разработанным ведомством Министерства путей сообщения. Застройка кварталов одноэтажная, сложена из кирпича с лицевой кладкой. Кровли железные. В декоративном убранстве фасадов использована фактура лицевой кладки и фигурная кладка архитектурных деталей — карнизов, парапетов, завершений пилястр и лопаток.
Постройки 1902—1905 годов почти все сохранились: вокзал, водонапорная башня, больница, служебные и жилые помещения. Застройка железнодорожного посёлка Арыси отличалась сильной разреженностью — свободно стоящие дома окружены озеленёнными участками, отгорожены от улицы заборами палисадников.

## Список зданий
В списке памятников истории и культуры местного значения Туркестанской области в состав объекта «Застройки на территории железнодорожного вокзала» входят следующие строения:
| Название                                                  | Изображение | Годы постройки                     | Местоположение                                                                                       |
| --------------------------------------------------------- | ----------- | ---------------------------------- | --- |
| Жилой дом                                                 |             | начало XX века                     | ул. Казыбек би, 7 42°25′12″ с. ш. 68°47′43″ в. д.                                                    |
| Вокзал                                                    |             | начало XX века                     | ул. Адилбек би, дом без номера, станция Арыс-1 42°25′10″ с. ш. 68°47′38″ в. д.                       |
| Служебный корпус                                          |             | 1907 год                           | ул. Казыбек би, 2 42°25′07″ с. ш. 68°47′45″ в. д.                                                    |
| Дом отдыха                                                |             | 1905 год                           | ул. Казыбек би, 2В 42°25′08″ с. ш. 68°47′41″ в. д.                                                   |
| Здание библиотеки                                         |             | 1905 год                           | ул. Адилбек би, дом без номера 42°25′07″ с. ш. 68°47′48″ в. д.                                       |
| Башня водонапорная                                        |             | 1906 год                           | ул. Айтеке би, дом без номера 42°25′14″ с. ш. 68°47′40″ в. д.                                        |
| Дом жилой                                                 |             | конец 1920-х — начало 1930-х годов | ул. Айтеке би, 164 42°25′08″ с. ш. 68°47′50″ в. д.                                                   |
| Застройки улицы Министерство путей сообщения (бывший МПС) |             | начало XX века                     | ул. А. Борикбаева, 1/1, 2/1, 3/1, 4/1, 5/1, 6/1, 7/1, 8/1, 9/1, 10/1 42°26′20″ с. ш. 68°48′24″ в. д. |

## Описание зданий

### Вокзал Арыс-1
Здание вокзала выполнено по типовому проекту, разработанному для крупных железнодорожных станций южной ветки, таких как Казалинск, Туркестан, Кзыл-Орда. Но при типовой планировке каждое из этих зданий получило своеобразие путём индивидуального решения формы кровли, парапетных стен, деталей. В отделке фасадов здания станции Арыс-1 использована кирпичная фактура стен в сочетании с гипсовыми элементами — лопатками-пилястрами, картушами, розетками, поясками. В декоре здания использованы башенки, композиции из гнутого металлического бруска на крыше. Интерьеры помещений оштукатурены и побелены. Здание сохранило свою первоначальную функцию, но к старой части здания была сделана современная пристройка.

### Жилой дом (ул. Казыбек би, 7)
Одна из первых жилых построек в районе вокзала. Дом одноэтажный кирпичный, с лицевой кладкой стен, на бутовом фундаменте. Квадратный в плане объём под четырёхскатной крышей отличается нарядным фасадом. Главный и западный фасады выделены ризалитами, завершёнными высокими парапетами. Стены расчленены оконными проёмами и лопатками. Декор фасадов дополнен фигурными нишами угловых лопаток, пышным узором карнизов и парапетов. Деревянные фигурные кронштейны с раскосами поддерживают вынос кровли и навесы над окнами ризалитов. Во внутренней планировке дома смежные комнаты размещены по обеим сторонам продольной капитальной стены. Интерьеры изменены поздним переделами.

### Служебный корпус
Служебный корпус железнодорожной станции Арыс-1 был построен в 1907 году. Одноэтажная рядовая постройка, с фигурной кирпичной кладкой, прямоугольная в плане под двухскатной кровлей. Архитектурный облик здания характерен для кирпичной железнодорожной архитектуры начала XX века: непременное устройство ризалита, включение в оформление фасадов рельефного выноса клинчатых перемычек проёмов, углов здания лопатками, устройство сложного профиля карниза и традиционное завершение свеса кровли над фронтом причелинами, распором и полотенцем. Оригинальны пояс поребрика на уровне низа перемычек и обработка плоскости лопаток ярусами филёнок.

### Дом отдыха
Дом отдыха паровозных бригад был построен в 1905 году. Стены кирпичные, в лицевой кладке. Представляет интерес как пример создания выразительного облика здания средствами разнообразной кирпичной кладки. Одноэтажное, прямоугольное в плане здание с коридорной системой планировки. Центральный вход и торцовые части здания выделены ризалитами. В простенках между окнами прямоугольные лопатки отмечают места примыкания внутренних перегородок. Лопатки на углах ризалитов в верхней части оформлены филенками. Декоративные наличники окон отделаны под руст. Тяговые полосы в верхней и подоконной части оконных проёмов подчёркивают горизонтальное членение фасадов. Завершением общей композиции служит карниз, украшенный многорядовой полосой сухариков. В интерьерах на плафонах комнат — гипсовые тяги.

### Здание библиотеки
Здание кирпичное одноэтажное с двухскатной железной крышей. Состоит из трёх помещений — двух просторных залов, размещённых по обеим сторонам коридора-тамбура, и большой комнаты в торце коридора, выдвинутой за плоскость фасадной стены и имеющий самостоятельный вход с юга. Архитектурная выразительность достигнута усложнённой планировкой, глубоким свесом крыши, создающим светотеневой эффект, объёмной детализацией фасадов. Фасады решены с активным использованием фактуры кирпича — фигурной кладки рельефного пояса по периметру на уровне верхних фрамуг окон, рустовки углов здания, художественной отделки стен, имеющих щипцовые завершения. Интерьеры здания оштукатурены и побелены. Сохранились внутренние металлические оконные решётки.

### Башня водонапорная
Водонапорная башня была построена в 1906 году. Кирпичное основание и облегчённый деревянный верх образуют двухъярусную башню. Архитектурно-художественное решение фасадов в русле «кирпичного стиля». Объёмно-планировочное решение соответствует функциональному назначению. 2 резервуара для воды, установленные на уровне второго яруса, опираются на мощное кирпичное основание, выполненное в виде двух спаренных восьмигранников.
Основную декоративную нагрузку имеет основание башни, отделённое от верхнего яруса широким ступенчатым карнизом. По центру фасадных граней башни расположены перспективные ниши, образованные полуциркульными арками. Сандрики над проёмами обогащены кирпичной кладкой, повторяющей рисунок карниза. Общую композицию завершает глухой деревянный верх, украшенный резными причелинами.

### Жилой дом (ул. Айтеке би, 164)
Дом был построен для инженерно-технического состава станции Арысь-1 из кирпича с двухскатной черепичной крышей. Жилой дом секционной структуры, характерный для строительства конца 1920-х — середины 1930-х годов. Одноэтажный, Г-образный в плане объём, фасады решены со скромным плоскостным декором в лицевой кладке, с оштукатуренными участками стен и монотонным ритмом оконных проёмов. Угловой стык на фасаде выявлен фронтоном с люкарной.

### Застройки улицы МПС
Застройка сложилась при строительстве железной дороги от станции Арысь-1 до Чимкента (сейчас — Шымкент) в 1912—1914 годах. Застройка произведена в характерном для начала XX века «кирпичном стиле». Во всех домах были произведены позднейшие перестройки.
Жилые дома, включённые в состав объекта, имеют типовую планировочную схему и единое решение фасадов, отличаются лишь деталями в декоративном убранстве. Типовой дом представляет собой одноэтажный прямоугольный в плане объём: фасад симметричен, боковые объёмы выделены ризалитами, завершёнными вальмом. В шипце ризалитов устроены спаренные слуховые окна. Теневые свесы кровли поддерживаются деревянными кронштейнами. Детали декора выполнены фигурной кладкой — высокие сандрики с замковым камнем, подоконные доски и ниши, по периметру на уровне фламуг проходит рельефный пояс. Перекрытия плоские, балочные.